# Puntioplites waandersi
Puntioplites waandersi е вид лъчеперка от семейство Шаранови (Cyprinidae). Видът не е застрашен от изчезване.

## Разпространение
Разпространен е в Бруней, Виетнам, Индонезия (Калимантан), Камбоджа, Лаос, Малайзия (Западна Малайзия) и Тайланд.

## Описание
На дължина достигат до 50 cm.